# Colin Morgan
Colin Morgan (Armagh, 1 de janeiro de 1986) é um ator Irlandês.

## Carreira
Colin começou a atuar no teatro, em 2007, nas peças Vernon God Little e All About My Mother. Em 2008, Morgan conseguiu o papel principal na série Merlin, e no mesmo ano atuou na peça de teatro A Prayer for My Daughter e também participou da série Doctor Who, como Jethro Cane. No ano seguinte participou da série The Catherine Tate Show, como John Leary. Em 2010, Colin participou no filme Parked e no ano seguinte em Island. Atuou na peça Our Private Life, como Carlos. Em série de TV Colin está atualmente na série Humans como Leo e The Fall como Tom. 

## Vida pessoal
Colin Morgan nasceu em Armagh, filho de pintor e enfermeira, Colin tem um irmão que se chama Neil. Colin se formou na escola, em 2004, na Belfast Institute of Further and Higher Education. Graduou-se em 2007, na Royal Scottish Academy of Music and Drama.

## Filmografia
| Televisão | Televisão                  | Televisão        | Televisão                              |
| Ano       | Título                     | Papel            | Nota                                   |
| --------- | -------------------------- | ---------------- | -------------------------------------- |
| 2008      | Doctor Who                 | Jethro Cane      | 4° Temporada, 10° episódio: "Midnight" |
| 2009      | The Catherine Tate Show    | John Leary       | Especial de Natal                      |
| 2008-2012 | Merlin                     | Merlin           | 1ª a 5ª temporada, 65 episódios        |
| 2009      | Merlin: Secrets and Magic  | Ele mesmo        | Documentário: 14 episódios             |
| 2009      | The Real Merlin and Arthur | Ele mesmo        | Documentário com Bradley James         |
| 2014      | Quirke                     | Jimmy Minor      | 3° episódio: "Elegy for April"         |
| 2014-2016 | The Fall                   | Tom Anderson     |                                        |
| 2015-2018 | Humans                     | Leo              |                                        |
| 2016      | The Living and The Dead    | Nathan Appleby   |                                        |
| 2019      | The Crown                  | John Armstrong   | 3ª Temporada - episódio 4              |
| 2021      | Three Families             | Jonathan Kennedy |                                        |

| Filmes | Filmes                     | Filmes                      | Filmes      |
| Ano    | Título                     | Papel                       | Nota        |
| ------ | -------------------------- | --------------------------- | ----------- |
| 2010   | Parked                     | Cathal O'Regan              |             |
| 2011   | Island                     | Calum MacLeod               |             |
| 2015   | Testament of Youth         | Victor Richardson           |             |
| 2015   | Legend                     | Frankie Shea                |             |
| 2016   | The Laughing King          | Jack                        | Curta       |
| 2016   | The Huntsman: Winter's War | Duque de Blackwood          |             |
| 2017   | Waiting for You            | Paul Ashton                 |             |
| 2018   | The Happy Prince           | Lord Alfred "Bosie" Douglas |             |
| 2018   | Benjamin                   | Benjamin                    |             |
| 2021   | Genuine Fakes              | John Myatt                  | Em produção |
| 2021   | Belfast                    | Billy Clanton               |             |

## Teatro
| Teatro  | Teatro                              | Teatro      | Teatro                |
| Ano     | Título                              | Papel       | Nota                  |
| ------- | ----------------------------------- | ----------- | --------------------- |
| 2007    | Vernon God Little                   | Vernon      | Young Vic Theatre     |
| 2007    | All About My Mother                 | Esteban     | Old Vic Theatre       |
| 2008    | A Prayer for My Daughter            | Jimmy       | Young Vic Theatre     |
| 2011    | Our Private Life                    | Carlos      | Royal Court Theatre   |
| 2012    | The 24 Hour Musicals Celebrity Gala | Gary        | Old Vic Theatre       |
| 2013    | The Tempest                         | Ariel       | Globe Theatre         |
| 2013-14 | Mojo                                | Skinny Luke | Harold Pinter Theatre |

### Rádio
| Rádio | Rádio      | Rádio           | Rádio                     |
| Ano   | Título     | Papel           | Nota                      |
| ----- | ---------- | --------------- | ------------------------- |
| 2009  | Cry Babies | Roger           | BBC Radio 4               |
| 2014  | Good Omens | Newton Pulsifer | BBC Radio 4 (em produção) |

### Narração
| Narração | Narração                                   | Narração     | Narração |
| Ano      | Título                                     | Papel        |          |
| -------- | ------------------------------------------ | ------------ | -------- |
| 2012     | Titanic: A commemoration in Music and Film | Documentário |          |
| 2014     | Addicts Symphony                           | Documentário |          |

### Jogos
| Jogos            | Jogos  | Jogos | Jogos |
| Título           | Papel  | Nota  |       |
| ---------------- | ------ | ----- | ----- |
| Merlin: The Game | Merlin | Voz   |       |

### Outros trabalhos
| Outros trabalhos           | Outros trabalhos         | Outros trabalhos                | Outros trabalhos |
| Título                     | Papel                    | Companhia                       |                  |
| -------------------------- | ------------------------ | ------------------------------- | ---------------- |
| Jack and the Beanstalk     | Archie                   | Royal Conservatoire of Scotland |                  |
| The Caucasian Chalk Circle | Cantor (Arkadi Tsheidse) | Royal Conservatoire of Scotland |                  |
| The Tempest                | Ariel                    | Royal Conservatoire of Scotland |                  |
| Plasticine                 | Noivo/Avó                | Royal Conservatoire of Scotland |                  |
| Last Supper                | Homem Jovem/Coro         | Royal Conservatoire of Scotland |                  |
| Vassa                      | Semyon                   | Royal Conservatoire of Scotland |                  |
| God the Game Show          | Stewart                  | Royal Conservatoire of Scotland |                  |
| Bite of the Night          | Primeiro Jovem/Coro      | Royal Conservatoire of Scotland |                  |

## Prêmios
| Prêmios | Prêmios   | Prêmios                              | Prêmios                                           | Prêmios                                                           |
| Ano     | Resultado | Premiação                            | Categoria                                         | Série                                                             |
| ------- | --------- | ------------------------------------ | ------------------------------------------------- | ----------------------------------------------------------------- |
| 2008    | Indicado  | Whatsonstage.com Awards              | DEWYNTERS London Newcomer of the Year             | Vernon Little em Vernon God Little Esteban em All About My Mother |
| 2008    | Venceu    | Variety Club Showbiz Awards          | Outstanding Newcomer                              | Merlin                                                            |
| 2009    | Indicado  | Festival de Televisão de Monte Carlo | Outstanding Actor (Drama)                         | Merlin                                                            |
| 2010    | Indicado  | Festival de Televisão de Monte Carlo | Outstanding Actor (Drama)                         | Merlin                                                            |
| 2011    | Indicado  | Festival de Televisão de Monte Carlo | Outstanding Actor (Drama)                         | Merlin                                                            |
| 2012    | Venceu    | Virgin Media TV Awards               | Best Actor                                        | Merlin                                                            |
| 2013    | Venceu    | SFX Awards                           | Best Actor                                        | Merlin                                                            |
| 2013    | Venceu    | National Television Awards           | Drama Performance:Male                            | Merlin                                                            |
| 2013    | Venceu    | Broadway World West End Awards       | Best Featured Actor in a New Production of a Play | Ariel em A Tempestade                                             |